# ناجی روح
ناجی روح (به انگلیسی: Saviour of the Soul) یک فیلم سینمایی هنگ کنگ در ژانر اکشن و هنرهای رزمی محصول سال ۱۹۹۱ به کارگردانی کری یوئن است.

## بازیگران
- اندی لاو به عنوان چونگ / چون
- آنیتا موی به عنوان یییو می-کووان
- آرون کووک به عنوان نقره روباه
- گلوریا ییپ به عنوان وای هونگ
- کارینا لاو به عنوان خانم حیوانات خانگی
- کری یوئن به عنوان استاد
- دنی پون به عنوان آقای فورد
- هنری فونگ به عنوان عقاب قدیمی
- پون فونگ فونگ
- مگی چان
- ییپ سان
- جانانا چان
- متیو وون